# Petra Majdič
Petra Majdič, née le 22 décembre 1979 à Ljubljana, est une fondeuse slovène. Elle a notamment remporté trois fois la Coupe du monde de sprint en 2008, 2009 et 2011. Elle compte aussi deux médailles mondiales et une olympique en sprint. Fondeuse complète, elle brille aussi en distance, terminant deux fois sur le podium du Tour de ski.

## Biographie
Elle prend part à la Coupe du monde pour la première fois en 1999.
Elle obtient son premier podium en Coupe du monde en terminant troisième du sprint libre d'Asiago en 2001 et sa première victoire en 2006 au sprint classique de Drammen.
Elle prend part aux jeux olympiques d'hiver de 2002 à Salt Lake City et aux jeux olympiques d'hiver de 2006 à Turin sans remporter de médaille. 
En 2007, elle devient vice-championne du monde du sprint classique derrière la jeune Astrid Jacobsen.
Elle remporte la médaille de bronze en sprint individuel lors des jeux olympiques d'hiver de 2010 à Vancouver. Elle déclare toutefois forfait pour le reste des compétitions après cette épreuve à la suite d'une chute qui lui a cassé quatre côtes.

## Palmarès

### Jeux olympiques
| Épreuve / Édition       | Épreuve / Édition | Salt Lake City 2002              | Turin 2006                       | Vancouver 2010 |
| Poursuite               |                   |                                  |                                  |                |
| 10 km                   | 7e                |                                  |                                  |                |
| 15 km                   |                   | 11e                              |                                  |                |
| Sprint individuel       | Sprint individuel |                                  | 8e                               | Bronze         |
| Sprint par équipe       |                   |                                  |                                  |                |
| 10 km                   |                   |                                  |                                  |                |
| Classique               | 8e                | 6e                               | Épreuve inexistante à cette date |                |
| Libre                   |                   | Épreuve inexistante à cette date |                                  |                |
| 30 km                   |                   |                                  |                                  |                |
| Libre départ groupé     |                   | 14e                              | Épreuve inexistante à cette date |                |
| Classique départ groupé |                   | Épreuve inexistante à cette date |                                  |                |
| Classique               | 12e               | Épreuve inexistante à cette date |                                  |                |
| Relais 4 × 5 km         | Relais 4 × 5 km   | 9e                               |                                  |                |

### Championnats du monde
- Championnats du monde 2007 à Sapporo (Japon) :
  -  Médaille d'argent en sprint.
- Championnats du monde 2011 à Oslo (Norvège) :
  -  Médaille de bronze en sprint.

### Coupe du monde
- Meilleur classement général : 2e en 2009.
- Gagnante de la Coupe du monde de sprint : en 2008, 2009 et 2011.
- 33 podiums en épreuve individuelle, dont 16 victoires.
- Deux podiums en courses par étapes : 2e du Tour de ski 2009-2010 et 3e du Tour de ski 2008-2009.

#### Courses à étapes
- 16 podiums, dont 8 victoires d'étapes.

#### Détail des victoires
| Épreuve / Édition | Sprint                             | Sprint                   | 30 km     |
| Épreuve / Édition | libre                              | classique                | classique |
| 2006              |                                    | Drammen                  |           |
| 2007              |                                    | Kuusamo Stockholm        |           |
| 2008              |                                    | Kuusamo Canmore Otepää   |           |
| 2009              | Davos Düsseldorf Valdidentro Lahti | Kuusamo Otepää Trondheim | Trondheim |
| 2010              | Davos                              |                          |           |
| 2011              |                                    | Otepää                   |           |

##### Victoires d'étapes
| Date           | Lieu          | pays      | Compétition | Discipline  |
| -------------- | ------------- | --------- | ----------- | ----------- |
| 3 janvier 2007 | Oberstdorf    | Allemagne | Tour de Ski | 10 km TC    |
| 17 mars 2010   | Stockholm     | Suède     | Finales     | Sprint TC   |
| 1 janvier 2010 | Oberhof       | Allemagne | Tour de Ski | 2,5 km TL   |
| 3 janvier 2010 | Oberhof       | Allemagne | Tour de Ski | Sprint TC   |
| 9 janvier 2010 | Val di Fiemme | Italie    | Tour de Ski | 10 km TC MS |
| 2 janvier 2011 | Oberstdorf    | Allemagne | Tour de Ski | Sprint TC   |
| 5 janvier 2011 | Dobbiaco      | Italie    | Tour de Ski | Sprint TL   |
| 16 mars 2011   | Stockholm     | Suède     | Finales     | Sprint TC   |

Légende :

TC = classique

TL = libre

MS = départ en masse

HS = départ avec handicap

PU = poursuite

#### Différents classements en Coupe du monde
| Année     | Classement général final | Classement distance | Classement sprint |
| 1999-2000 | 69e                      |                     |                   |
| 2000-2001 | 34e                      |                     | 24e               |
| 2001-2002 | 14e                      |                     | 9e                |
| 2002-2003 | 14e                      |                     | 22e               |
| 2003-2004 | 23e                      | 21e                 | 32e               |
| 2004-2005 | 13e                      | 18e                 | 11e               |
| 2005-2006 | 9e                       | 10e                 | 12e               |
| 2006-2007 | 4e                       | 8e                  | 2e                |
| 2007-2008 | 5e                       | 14e                 | 1re               |
| 2008-2009 | 2e                       | 5e                  | 1re               |
| 2009-2010 | 3e                       | 8e                  | 3e                |
| 2010-2011 | 6e                       | 13e                 | 1re               |